# 伊洛瓦伊斯克市镇
伊洛瓦伊斯克市级市镇（烏克蘭語：Іловайська міська громада）是乌克兰顿涅茨克州顿涅茨克区的市镇，行政中心为伊洛瓦伊斯克。

## 居民点
该市镇包括一个城市（伊洛瓦伊斯克）、8个镇和13个村庄。